# Honestedat
L'honestedat és un valor humà consistent a comportar-se amb coherència i sinceritat amb un mateix i d'acord amb els valors de la veritat i la justícia. L'honestedat pot entendre's com un respecte a la veritat en relació amb el món, els fets i les persones. Per a d'altres, l'honestedat implica la relació entre el subjecte i els altres, a més de la del subjecte amb si mateix.
Sentiment de seguretat i tranquil·litat personal al no sentir-se superior a ningú i percebre el bo dels altres, així com conduir-se per les normes i valors.
No sempre som conscients del grau d'honestedat o deshonestedat dels nostres actes, ja que l'autoengany fa que perdem la perspectiva respecte a l'honestedat dels propis actes, obviant les visions que haguessin pogut canviar la nostra decisió.